# Famille Decazes
La famille Decazes de Glücksbierg est une famille de noblesse française et danoise, originaire du département de la Gironde.

## Historique
Famille de roturiers de Libourne à l'origine, la famille Decazes est notamment connue pour avoir donné son nom de famille à la commune de Decazeville.

## Noblesse
Raymond de Cazes (-1595) est anobli par lettres patentes du roi Henri IV en 1591, enregistrées en la Chambre des Comptes le 18 octobre 1595. Elie (1780-1860) est anobli avec le titre de comte héréditaire le 27 janvier 1816 (AR), Pair de France héréditaire le 31 janvier 1818. Titre de Duc-Pair par ordonnance du 30 avril 1822, confirmé sur majorat le 2 août 1822 et complément du 9 mars 1826. Duc de Glücksbierg par diplôme du Roi de Danemark le 14 juin 1818 transmissible à la branche cadette, autorisé en France
le 5 août 1818. Joseph-Léonard (1783-1868) est baron héréditaire par lettres patentes le 12 février 1816 (AR) et vicomte héréditaire par lettres patentes le 11 juillet 1819 (AR). La famille est subsistante.

## Liens de filiation entre les personnalités notoires
- Michel Decazes (1747-1832), lieutenant particulier de la sénéchaussée et présidial de Libourne (Gironde). Il épouse Catherine Trigant de Beaumont (1752-1834).
  - Élie Decazes (1780-1860), comte Decazes (1815), puis 1er duc Decazes (1820) et 1er duc de Glücksbierg (1818) et (1822) homme politique et industriel. Il a donné son nom à la ville de Decazeville. Il épouse la fille du comte Muraire, puis veuf, Wilhelmine-Égidie Beaupoil de Saint-Aulaire, fille de Louis-Clair de Beaupoil de Saint-Aulaire.
    - (2) Louis Decazes (1819-1886), 2e duc Decazes et duc de Glücksbierg, diplomate et homme politique. Il épouse Séverine Rosalie de Löwenthal.
      - Jean Decazes (1864-1912), 3e duc Decazes et duc de Glücksbierg, homme du monde et sportif de la Belle Époque. Il épouse Isabelle-Blanche Singer (1869-1896), l'une des filles d'Isaac Merritt Singer et de sa seconde épouse Isabella Eugénie Boyer.
        - Louis Decazes (1889-1941), 4e duc Decazes et 4e duc de Glücksbierg, éleveur de chevaux renommé à son époque.
        - Marguerite Decazes dite Daisy Fellowes (1890-1962), mémorialiste, journaliste de mode et icône de l'élégance d'entre-les-deux-guerres. Elle épouse Reginald Fellowes, un cousin de Winston Churchill.
        - Jacques Louis Élie Decazes (1891 - mort pour la France à Nauroy, le 15 mars 1916[3]).

  - Joseph-Léonard Decazes (1783-1868), baron Decazes (1815), puis vicomte Decazes, homme politique. Il épouse Diane de Bancalis de Maurel d'Aragon (1799-1880), fille du marquis Jean-Louis-Henri de Bancalis de Maurel d'Aragon, pair de France, et petite-fille de Charles-Henri-Othon de Nassau-Siegen.
    - Charles Élie Joseph Decazes (1822-1851), sous-préfet, noyé dans la Vienne, en portant secours à sa belle-sœur. Il épouse Elisabeth de Mauvise de Villars.
      - Raymond Joseph Decazes (1851-1916), vicomte Decazes, caporal de l'Armée de l'Air, aviateur. Il épouse Louise Koechlin (1865-1913), fille de Nicolas Koechlin (1838-1892).
        - Antoinette Cécile Juliette Decazes (1889-1981) épouse Paulin René Marie de la famille de La Fouchardière.
          - Pierre de La Fouchardière (1920-2011), résistant, commandant.

    - Charles-Jean-Joseph-Louis Decazes (1825-1897), militaire et homme politique.
    - Sophie Ida Louise Decazes épouse François de Carbonel, receveur général des finances de la Haute-Garonne.

## Propriétés
La famille était propriétaire du château Malfard à Saint-Martin-de-Laye.

## Armes
Les armes de la famille sont D’argent à trois têtes de corbeaux arrachées de sable (au bâton abaissé de gueules posé en abyme pour la branche cadette).

## Pour approfondir